# Solleric (parlar)
El solleric és un parlar del català que és part del subdialecte mallorquí, del dialecte balear i del bloc oriental del català. Es parla a la Vall de Sóller, que comprèn les localitats de Sóller, i Fornalutx i Biniaraix. Es caracteritza fonamentalment pel vocalisme àton, el qual, a diferència de la resta de Mallorca i igual que les altres tres illes i tot el català central, conté solament tres elements, és a dir, que neutralitza /ɔ/, /o/ i /u/ àtones en [u]; i per tot un seguit d'elements lèxics i, en menor mesura, fonètics, que són fruit del contacte comercial amb França a principis de segle i de l'isolament de la vall respecte la resta de l'illa.
Hom ha observat que el parlar de Sóller és força pròxim al parlar de Ciutadella, pel fet que comparteixen bona part dels trets que els diferencien de la resta de localitats de llurs illes pertinents. De tota manera, no sembla que les causes d'aquest fet vagin més enllà de la casualitat.

## Història externa
Es tracta d'un parlar força diferenciat de la resta del mallorquí i hi ha una consciència molt forta respecte aquest fet, tant entre els sollerics, que veuen en el propi parlar una de les principals mostres d'identitat sollerica, com entre la resta de mallorquins, que saben identificar ràpidament el conversar d'un solleric. Entre les causes d'aquest fet hi cal tenir en compte que Sóller és una localitat força isolada dins de la pròpia illa, atès que la vall està envoltada de muntanyes i té un sol punt d'accés, el Coll de Sóller, que no disposà de camí per a carros fins a l'època d'Isabel II. Aleshores, hom diu que era més fàcil anar de Palma a Sóller per mar que per terra. Aquesta situació va començar a canviar el 1912 amb la construcció del tren de Sóller i es va modificar definitivament el 1997, quan es va construir el túnel de Sóller, el túnel més llarg de Mallorca.
D'altra banda, fruit d'una crisi agrícola que afectà els tarongers de la localitat (aleshores el motor principal de l'economia local), molts de sollerics emigraren a l'estat francès i s'establiren a diverses zones del Llenguadoc i de l'estat francès. N'hi hagué molts que se n'hi anaren de grans, però també de joves i, encara més, molts nasqueren a l'estat francès. Això condicionà prou el parlar d'aquests sollerics: uns prengueren molts de manlleus del francès, mentre que els que hi nasqueren adoptaren certs vicis de la fonètica francesa. Tot plegat va afectar pregonament el parlar de Sóller quan al llarg de tot el segle xx els sollerics emigrat començaren a tornar a casa seva. Molts d'aquests trets lingüístics s'han perdut però molts d'altres es conserven com a trets dialectals ben vius entre tota la població: sobretot són de tipus fonètic i de tipus lèxic.

## Vocalisme

### Vocalisme àton
El vocalisme solleric es caracteritza principalment perquè és el sol parlar de tot Mallorca que conté solament tres elements en el sistema vocàlic àton. De la mateixa manera que el català central, el català septentrional, l'eivissenc i el menorquí, quan es troben en posició àtona, les vocals /ɔ/ i /o/ es tanquen fins a [u], de manera que no es distingeixen de /u/. Així, comprar es pronuncia [kumprá] (cumprar) i botó, [butó] (butó).
Es tracta d'un canvi fonètic que l'acosta a la resta de parlars del bloc oriental i que el separa de la resta del mallorquí, el sol parlar oriental que no pateix aquesta reducció. Val a dir, però, que el fenomen no és heretat del parlar dels repobladors peninsulars, sinó que es produeix més tard i en quatre focus diferents: Eivissa, Menorca, Sóller i el continent. En el cas de Sóller, es pot situar el moment del canvi cap al segle xvii, de manera que el tret dialectal tendria una edat d'uns 400 anys.
A les causes internes del fenomen hi cal considerar l'anivellament del sistema vocàlic àton: una vegada neutralitzades les vocals /a/, /ɛ/, /e/ i /ə/ en posició àtona en [ə], és a dir, tota la sèrie anterior, la llengua podia cercar de fer-ho també en la sèrie posterior. Pel que fa a les causes externes, cal tenir en compte que es tracta d'un parlar força isolat dins de la pròpia illa, atès que la vall està envoltada de muntanyes i té un sol punt d'accés, el Coll de Sóller, que no disposà de camí per a carros fins a l'època d'Isabel II. Aquest fet podria haver reforçat les innovacions internes i neutralitzar les influències foranes per a no innovar.
El tret es manté viu en la població de totes les edats, però sembla que s'ha estancat: ha deixat de ser productiu i els neologismes no pateixen aquesta reducció vocàlica.

### Vocalisme tònic
El sistema vocàlic tònic del solleric és el mateix que el de la resta de dialectes: està format per vuit vocals, entre les quals hi ha la neutra /ə/. Aquest vocalisme és l'estadi anterior al vocalisme evolucionat del català central, català septentrional eivissenc i menorquí i l'estadi posterior al vocalisme de tot el català occidental.

## Consonantisme
El solleric, com el menorquí i certes viles de Mallorca com ara Llucmajor, Campos, Santa Margalida i la Pobla d'Huialfàs, enmudeix la /j/ intervocàlica, de manera que fulla i palla sonen fua i paa [páə]. Del resultat es genera un contacte vocàlic que es resol amb hiat si les dues vocals són diferents, però es resol amb elisió d'un dels dos element si la vocal és la mateixa: deia [də], ovella [u'və].
Per influència del francès, molts de parlants, joves i grans, articulen la doble r, [r], com a uvular, [ʀ]. Això no afecta la r simple, que es manté [ɾ] i ben diferent de la vibrant. També per influència del francès, molts de parlants articulen la doble l, /ʎ/, com a aproximant, /j/; així, callar i estrella es pronuncien caiar i estreia. De tota manera, aquests trets no estan generalitzats i no tots els sollerics parlen així, però sí un nombre molt significatiu. El segon fenomen guanya terreny pel fet que és una solució convergent amb el castellà.

## Morfologia
El verb ser té tres formes diferents en el present d'indicatiu: sonc (i no som, com és general a Mallorca), ets, és, sem (i no som), seu (i no sou), són.
Els pronoms personals de la 1ª i 2ª persones plurals són naltros i valtos. Aquest fet l'acosta al menorquí i l'allunya de la resta del mallorquí, que té noltros i voltros.

## Lèxic
El solleric presenta una sèrie d'innovacions i manlleus lèxics del francès que el fan molt característic. Fruit de la immigració a l'estat francès existeixen molts de francismes, com ara arramassar 'arreplegar, adesar', burèu 'escriptori', carrota 'pastanaga', memé 'àvia', panaixé 'barrejat de cervesa amb llimona', peixe 'préssec', posta 'correus', sac 'bossa'. Amb tot, molts de francismes avui en dia estan en desús, només els fa servir la gent major o solament la gent que ha viscut a França. Alguns dels francismes més vius a Sóller són arramassar, carrota, peixe i sac. Aquest fenomen de manlleu lèxic del francès per mor del contacte amb França també es va donar a la localitat andritxola de l'Arracó, on també hi hagué molta d'immigració a l'estat francès.
A Sóller també hi ha un grapat de mots propis que no són manllevats del francès, com ara albaïna 'pluja fina', babaiana 'papallona' i la locució fer una sota 'submergir-se a l'aigua, tirar-se de cap'. Altres mots coneguts fora de la localitat hi tenen una pronúncia local, com ara cotrell 'clatell', xítxol 'pèsol' (en altres pobles de Mallorca, xítxero) o bofoga 'bòfiga, butllofa'.